# 279035 Mara
279035 Mara este o planetă minoră (asteroid) din centura de asteroizi. A fost descoperită pe 7 noiembrie 2008 la  de . 
Obiectul prezintă o orbită caracterizată de o semiaxă mare de 2,8078063763064 UAi, o excentricitate de 0,080914487325626, o înclinație de 6,1383581111646 ° în raport cu ecliptica.